# Iknadios Bedros XVI Batanian
Iknadios Bedros XVI (Louis) Batanian (Armeens: Իգնատիոս Պետրոս ԺԶ Պաթանեան) (Mardin, 15 februari 1899 – Bzommar (Libanon), 9 oktober 1979) was een katholikos-patriarch van de Armeens-Katholieke Kerk.
Louis Batanian werd op 29 juni 1921 tot priester gewijd. Hij werd op 5 augustus 1933 benoemd tot bisschop van Mardin. Zijn bisschopswijding vond plaats op 29 oktober 1933. Op 10 augustus 1940 werd hij benoemd tot titulair aartsbisschop van Gabula, en op 6 december 1952 tot aartsbisschop van Aleppo. Op 24 april 1959 werd hij benoemd tot hulpbisschop van Cilicië van de Armeniërs en titulair aartsbisschop van Colonia in Armenia.
Batanian werd op 4 september 1962 door de synode van de Armeens-katholieke Kerk gekozen tot katholikos-patriarch van Cilicië van de Armeniërs als opvolger van Krikor Bedros XV Agagianian (die zijn ambt als patriarch had neergelegd om zich geheel aan zijn werkzaamheden ten dienste van de Romeinse Curie te kunnen wijden). Batanian nam daarop de naam Iknadios Bedros XVI Batanian aan. Zijn benoeming werd op 15 november 1962 bevestigd door paus Johannes XXIII. Bedros XVI was tevens van 1969 tot 1976 voorzitter van de synode van de Armeens-katholieke Kerk.
Op 22 april 1976 ging Iknadios Bedros XVI Batanian vanwege het bereiken van de gestelde leeftijdsgrens met emeritaat.